# Schranawand
Schranawand ist eine Ortschaft und eine Katastralgemeinde in der Stadt Ebreichsdorf in Niederösterreich.

## Geografie
Das Dorf liegt zwei Kilometer nordöstlich von Ebreichsdorf zwischen den Landesstraßen L150 und L4042, von denen eine Verbindungsstraße in den Ort abzweigt. Im Osten fließt die Fischa am Ort vorbei. Am 1. Jänner 2024 gab es in Schranawand 201 Einwohner.
Im Franziszeischen Kataster von 1819 ist Schranawand als Angerdorf mit zahlreichen Gehöften verzeichnet.

## Geschichte
Die erste urkundliche Nennung erfolgte schon 1120 als Scranwat als die Grenzen der Mutterpfarre Traiskirchen beschrieben wurde. Der Ort war Sitz eines Kleinadeligen mit einem befestigten Herrensitz. 1320 darf Ulrich von Schranewaten eine Kirche errichten. 1480 wird Schranawand als Markt bezeichnet. In der zweiten Hälfte des 15. Jahrhunderts wird die Siedlung in den Hungerischen Kriegsleuff zerstört. 1492 werden Feste und Dorf als öd bezeichnet (d. h. sind verlassen).
Die Wiederbesiedlung durch Südtiroler erfolgt 1523 mit sieben Familien, 1525 werden achtzehn Familien genannt. 1529 im ersten Türkenkrieg wird der Ort völlig zerstört und 1532 erneut überfallen. 1539 sind von 18 Häusern 17 wieder bewohnt, 1571 zählte der Ort 22 Häuser.
1605 sank die Einwohnerzahl durch Überfälle von Türken und Tataren. 1683 im zweiten Türkenbelagerung verschwanden 14 Familien, Kirche und Dorf wurden wahrscheinlich gebrandschatzt. 1694 waren wieder 20 Häuser bewohnt.
Der Ort wurde der Herrschaft Unterwaltersdorf bis zur Grundentlastung im Jahre 1848 zugeschlagen.
1848 war der Ort zuerst Katastralgemeinde von Unterwaltersdorf und im ersten Viertel des 20. Jh. eine selbständige Gemeinde. In der NS-Zeit verlor er die Selbständigkeit und wurde 1972 endgültig in die Marktgemeinde Ebreichsdorf eingegliedert.
Schranawand ist zuerst eine Filiale der Pfarre Ebreichsdorf. Ab 1721 verblieb Schranawand auf Wunsch der Bevölkerung bei Unterwaltersdorf.
Schon im 16. Jahrhundert bestand an der Fischa eine Mühle, die im 19. Jahrhundert in eine Schraubenfabrik und später zu einem E-Werk umgebaut wurde. Am Kalten Gang gab es die Brauner- oder Weningermühle. 1893 wurde die Freiwillige Feuerwehr gegründet.